# Miconia purpurea
Miconia purpurea là một loài thực vật có hoa trong họ Mua. Loài này được (D. Don) Judd & Skean mô tả khoa học đầu tiên năm 1991.